# سجونگو
سجونگو (انگلیسی: Sejongno) خیابانی است که از منطقه جونگنو، مرکز شهر سئول، کره جنوبی می‌گذرد. این نام از سجونگ کبیر گرفته شده است. این خیابان ۶۰۰ متر طول دارد اما بخاطر موقعیت مرکزی آن از اهمیت نمادین زیادی برخوردار است که از شمال به گواناکسان و بوکانسان (کوه‌ها) و کاخ گیونگبوک را وصل می‌کند.

## ساختمان‌های اصلی و جاذبه‌های گردشگری
- کاخ گیونگبوک
- گوانگوامون
- وزارت فرهنگ، ورزش و جهانگردی کره جنوبی
- سفارت ایالات متحده آمریکا در سئول
- کی‌تی کورپوریشن
- چوسان ایلبو
- دونگا ایلبو